# استیدهام (اکلاهما)
استیدهام(به انگلیسی: Stidham) شهری در ایالت اکلاهما کشور ایالات متحده آمریکا است که جمعیت آن در سرشماری سال ۲۰۱۰ میلادی، ۱۸ نفر بوده‌است.